# Lepidote Rododendron
Lepidote Rododendron er de arter af Rododendron, som har små, brunlige skæl på undersiden af bladene. Blandt eksemplerne på disse arter kan nævnes:
- Rhododendron groenlandicum
- Rhododendron keiskei
- Rhododendron lapponicum
- Rhododendron minus
- Rhododendron neoglandulosum
- Rhododendron subarcticum

Omvendt findes der et stort antal Rododendronarter, der er  elepidote, og som altså mangler disse skæl på undersiden af bladene. Her kan nævnes:
- Rhododendron catawbiense
- Rhododendron macrophyllum
- Rhododendron maximum
- Rhododendron  metternichii
- Rhododendronwilliamsianum